# Vila Seca e Santo Adrião
Vila Seca e Santo Adrião (oficialmente: União das Freguesias de Vila Seca e Santo Adrião) é uma freguesia portuguesa do município de Armamar, com 15,03 km² de área e 410 habitantes (censo de 2021). A sua densidade populacional é 27,3 hab./km².
A atual união de freguesias foi constituída em 2013, no âmbito de uma reforma administrativa nacional, pela agregação das antigas freguesias de Vila Seca e Santo Adrião e tem sede em Vila Seca.

## História
Situada a nordeste de Armamar, Vila Seca foi couto de instituição senhorial, depois couto eclesiástico da Sé de Lamego. Foi vila e cabeça de Concelho, referido no Cadastro de 1527 como sendo constituído apenas pela povoação de Vila Seca. O Marmelal, atualmente povoação da aldeia, era na altura lugar do termo e vila de Armamar.
Vila Seca teve tribunal, casa da Câmara, cadeia e pelourinho. O Concelho foi extinto no período constitucional (1863) e passou a freguesia do Concelho de Barcos. Com a extinção passou a fazer parte do Concelho de Armamar.
O lugar da ancestral povoação seria no sítio do Outeiro, uma pequena elevação a poente. No entanto, também a norte e até ao alto do Marmelal surgiram diversos vestígios arqueológicos que provam ocupação remota desses locais: lagares cavados na rocha, necrópoles, cerâmica e moedas do período romano são alguns exemplos. Na desaparecida povoação de Vila Chã, no lado oposto ao alto do Marmelal, foram também recolhidas peças de cerâmica e moedas.
Vila Seca está situada numa zona marcadamente duriense. Não é pois de admirar que grande parte da produção agrícola seja o vinho e o azeite. Em tempos o cultivo dos cereais também teve alguma expressão.
Na primeira metade do século XX, com a instalação em Vila Seca do primeiro hospital do Município, muitos médicos recomendaram a aldeia como excelente local de veraneio e descanso para quem quisesse fugir à vida agitada e poluição das cidades. Com boas águas, bons ares, paisagens verdejantes em volta, os rios Douro e Tedo ali perto e mais ao longe a vista da Serra do Marão, Vila Seca depressa ficou famosa e no verão muitas famílias escolhiam o local para férias.
A igreja matriz, de invocação ao Divino Espírito Santo, terá sucedido a um templo mais antigo, a capela da Sra. do Ervedeiro. Do património de Vila Seca fazem ainda parte a capela da Sra. do Leite, junto do cemitério, a capela de Nossa Sra. da Conceição (1863) situada na Quinta de Castelo Borges, o Palácio dos Viscondes de Valmor (com diversos elementos emblemáticos dos palacetes de finais do século XVIII), e ainda, à entrada da povoação, um edifício de finais do século XVIII que terá sido residência de D. Luís da Silva, par do Reino.
Figuras de relevo da aldeia foram os irmãos beneméritos José e António Rodrigues Cardoso que fizeram fortuna no Brasil. A eles se ficaram a dever as obras de captação de água e construção do fontanário no Cimo da Vila, o calcetamento da rua principal, a construção da escola e do hospital com asilo e creche.
Marmelal, segunda povoação da localidade, foi um dos primeiros concelhos de Armamar. Teve foral no ano 1194. Durante séculos a povoação não tinha nenhum acesso por terra, sendo o rio Douro a única via de contacto com o exterior.
O Marmelal é visita obrigatória, mais que não seja, para poder desfrutar do quadro paisagístico que dali se vislumbra: o rio Douro ao fundo, com a foz do rio Tedo que a ele se junta enquadrados pela beleza dos socalcos de vinhas onde se cultivam as uvas para produção dos execelentes vinhos do Douro e Porto.
Digna ainda de referência é a capela da Sra. das Neves mesmo no centro da povoação. O tecto é formado com trinta caixotões e no altar-mor repare-se no díptico (duas tábuas pintadas). Para além da bonita e valiosa imagem da titular note-se também a de Santa Bárbara, muito venerada na região contra as trovoadas. A Capela de Nossa Senhora das Neves foi classificada monumento de interesse público em 2012 (Portaria n.º 740-EO/2012, de 31 de Dezembro).
A sul do Marmelal, e por baixo da Fraga do Gato, existem umas ruínas de casas de xisto, casas de habitação e lagares. São as ruínas de Pai Calvo. Aqui terá existido antigamente uma quinta (Quinta de Paicalvo), também conhecido por “Eiras de Pay Calvo”. A ocupação do lugar deve remontar a meados do século XVII, altura em que os vinhos do Douro começaram a ser exportados com sucesso e a viticultura duriense se começou a expandir. A história deste lugar está portanto ligada à história do cultivo da vinha no Douro. No século XVIII Pai Calvo era lugar de destaque na estrutura vitivionícola duriense. Nas demarcações pombalinas de 1757 a Quinta de Paicalvo foi incluída na “zona provável de feitoria”, a segunda melhor classificação, a seguir à de Feitoria. Sendo uma quinta produtora de vinhos de grande qualidade não seria de esperar vê-la hoje deserta, onde só as paredes de xisto permanecem para perpetuar a memória do lugar. A desertificação de Pai Calvo ficou a dever-se à praga da filoxera que devastou o Douro e provocou um “virar de página” na história da região.
A antiga freguesia de Santo Adrião faz fronteira com o Município de Tabuaço e tem o rio Tedo a servir de fronteira de demarcação. Na sua margem direita, a antiga freguesia assenta num declive montanhoso onde predominam os socalcos das vinhas durienses.
A povoação pertencia, nos princípios do século XVI (1527), ao Concelho de Barcos, tendo sido lugar do termo desta vila a que D. Afonso III deu carta de foro em 1263. No século XIX, com a supressão desse Concelho, Santo Adrião passou para Armamar.
A antiguidade da aldeia é documentada por um grande número de achados e vestígios arqueológicos: sepulturas cavadas na rocha; uma fortaleza a pequena distância da povoação, provavelmente da época castreja; moedas e cerâmicas encontradas em diversos pontos, entre muitos outros.
Um dos elementos do património que mais destaque merece é a ponte romana, assim designada, muito embora seja de construção do século XV. No entanto, os seus contrafortes revelam estrutura românica e poderá ter sido construída sobre as fundações de uma outra mais antiga, possivelmente romana. Dessa época existiram no local umas poldras (pedras colocadas no leito dos rios para servir de passagem) mas que foram destruídas por uma cheia em 1962.
A maioria dos habitantes dedica-se à agricultura. A vinha e o vinho constituem quase exclusivamente o cartaz agrícola. Aqui se produzem vinhos, generosos e de mesa, de excelente qualidade. Santo Adrião também já foi um bom lugar de produção de azeite e laranja. Chegaram a funcionar duas azenhas (a mais antiga datada de 1757) que laboravam durante dois a três meses no ano. No entanto, há cerca de três décadas a “ferrugem” dizimou a cultura do olival. Os terrenos, mobilizados, foram reconvertidos em vinhas.

## Demografia
A população registada nos censos foi:
| Distribuição da População por Grupos Etários | Distribuição da População por Grupos Etários | Distribuição da População por Grupos Etários | Distribuição da População por Grupos Etários | Distribuição da População por Grupos Etários | Distribuição da População por Grupos Etários |
| -------------------------------------------- | -------------------------------------------- | -------------------------------------------- | -------------------------------------------- | -------------------------------------------- | -------------------------------------------- |
| Antes da agregação                           |                                              |                                              |                                              |                                              |                                              |
| Ano                                          | 0-14 anos                                    | 15-24 anos                                   | 25-64 anos                                   | >= 65 anos                                   | Total                                        |
| 2001                                         | 114                                          | 78                                           | 264                                          | 172                                          | 628                                          |
| 2011                                         | 64                                           | 53                                           | 236                                          | 154                                          | 507                                          |
| Após a agregação                             |                                              |                                              |                                              |                                              |                                              |
| Ano                                          | 0-14 anos                                    | 15-24 anos                                   | 25-64 anos                                   | >= 65 anos                                   | Total                                        |
| 2021                                         | 26                                           | 34                                           | 191                                          | 159                                          | 410                                          |